# Tiểu hành tinh Apollo

Vị trí của "các tiểu hành tinh Apollo so với các quỹ đạo của các hành tinh kiểu Trái Đất của hệ Mặt Trời

Các tiểu hành tinh Apollo là một nhóm các tiểu hành tinh gần Trái Đất được đặt tên sau 1862 Apollo, được phát hiện bởi nhà thiên văn học người Đức Karl Reinmuth trong những năm 1930. Chúng được Trái Đất qua tiểu hành tinh có quỹ đạo bán trục lớn lớn hơn Trái Đất (> 1 AU) nhưng khoảng cách điểm cận nhật ít hơn điểm viễn nhật khoảng cách của Trái Đất (q <1,017 AU).
Tính đến tháng 11 năm 2016, số lượng tăng trưởng ổn định của các tiểu hành tinh Apollo đáng kể đã đạt tổng số 8.180 thành viên. Đó là bởi đến nay các nhóm lớn nhất của các đối tượng gần Trái Đất, so với các tiểu hành tinh Aten, Amor và Atira. Hiện nay, có 1.133 tiểu hành tinh Apollos. Tiểu hành tinh không được đánh số cho đến khi chúng đã được quan sát thấy ở hai hoặc nhiều sự đối lập. Ngoài ra còn có 1.472 tiểu hành tinh Apollo đủ lớn, và có thể đến được gần đủ Trái Đất để được gọi là các tiểu hành tinh nguy hiểm.
Càng gần bán trục lớn của nó là Trái Đất, độ lệch tâm ít hơn là cần thiết cho các quỹ đạo để vượt qua. Ngày 15 tháng 2 năm 2013, thiên thạch Chelyabinsk phát nổ trên thành phố Chelyabinsk ở vùng Urals miền nam nước Nga, làm bị thương ước tính 1.000 người do kính từ cửa sổ bị hỏng văng ra, là một tiểu hành tinh lớp Apollo.

## Danh sách
Apollo tiểu hành tinh lớn nhất được biết đến là 1866 Sisyphus, với đường kính khoảng 8,5 km. Ví dụ về các tiểu hành tinh Apollo tiếng bao gồm:
| Định danh | Năm  | Phát hiện/quan sát lần đầu (A)                         | Tham khảo |
| --- | ---- | ------------------------------------------------------ | --------- |
| 2016 WF9 | 2016 | NEOWISE                                                | MPC       |
| 2013 FW13 | 2013 | CSS                                                    | MPC       |
| 2013 RH74 | 2013 | CSS                                                    | MPC       |
| 2011 MD | 2011 | LINEAR                                                 | MPC(B)    |
| 2011 EO40 | 2011 | CSS–Mount Lemmon Survey                                | MPC       |
| 2010 AL30 | 2010 | LINEAR                                                 | MPC       |
| 2009 WM1 | 2009 | CSS                                                    | MPC       |
| 2009 DD45 | 2009 | Siding Spring Observatory, Australia                   | MPC       |
| (386454) 2008 XM | 2008 | LINEAR                                                 | List      |
| 2008 TC3 | 2008 | CSS                                                    | MPC       |
| 2008 FF5 | 2008 | CSS–Mount Lemmon Survey                                | MPC       |
| 2007 VK184 | 2007 | CSS                                                    | MPC       |
| 2007 TU24 | 2007 | CSS                                                    | MPC       |
| 2007 WD5 | 2007 | CSS                                                    | MPC       |
| 2007 OX | 2007 | CSS–Mount Lemmon Survey                                | MPC       |
| (277810) 2006 FV35 | 2006 | Spacewatch                                             | List      |
| (394130) 2006 HY51 | 2006 | LINEAR                                                 | List      |
| (292220) 2006 SU49 | 2006 | Spacewatch                                             | List      |
| (308635) 2005 YU55 | 2005 | R. S. McMillan, Steward Observatory, Kitt Peak, USA    | List      |
| 2005 HC4 | 2005 | LONEOS                                                 | MPC       |
| 2005 WY55 | 2005 | Mount Lemmon Survey                                    | MPC       |
| (374158) 2004 UL | 2004 | LINEAR                                                 | List      |
| 2004 XP14 | 2004 | LINEAR                                                 | MPC       |
| (444004) 2004 AS1 | 2004 | LINEAR                                                 | List      |
| 2003 RW11 | 2003 | James Whitney Young                                    | MPC       |
| 2003 BV35 | 2003 | James Whitney Young                                    | MPC       |
| (89958) 2002 LY45 | 2002 | LINEAR                                                 | List      |
| (179806) 2002 TD66 | 2002 | LINEAR                                                 | List      |
| 54509 YORP | 2000 | LINEAR                                                 | List      |
| (137108) 1999 AN10 | 1999 | LINEAR                                                 | List      |
| 101955 Bennu | 1999 | LINEAR (Bennu is the target of the OSIRIS-REx mission) | List      |
| 1998 KY26 | 1998 | Spacewatch                                             | MPC       |
| (433953) 1997 XR2 | 1997 | LINEAR                                                 | List      |
| 65803 Didymos | 1996 | Spacewatch                                             | List      |
| 69230 Hermes | 1937 | Karl Reinmuth                                          | List      |
| (53319) 1999 JM8 | 1999 | LINEAR                                                 | List      |
| (52760) 1998 ML14 | 1998 | LINEAR                                                 | List      |
| (35396) 1997 XF11 | 1997 | Spacewatch                                             | List      |
| 25143 Itokawa | 1998 | LINEAR                                                 | List      |
| (136617) 1994 CC | 1994 | Spacewatch                                             | List      |
| (175706) 1996 FG3 | 1996 | R. H. McNaught, Siding Spring Observatory, Australia   | List      |
| 6489 Golevka | 1991 | Eleanor F. Helin                                       | List      |
| 4769 Castalia | 1989 | Eleanor F. Helin                                       | List      |
| 4660 Nereus | 1982 | Eleanor F. Helin                                       | List      |
| 4581 Asclepius | 1989 | Henry E. Holt, Norman G. Thomas                        | List      |
| 4486 Mithra | 1987 | Eric Elst, Vladimir Shkodrov                           | List      |
| 14827 Hypnos | 1986 | Carolyn S. Shoemaker, Eugene Merle Shoemaker           | List      |
| 4197 Morpheus | 1982 | Eleanor F. Helin, Eugene Merle Shoemaker               | List      |
| 4183 Cuno | 1959 | Cuno Hoffmeister                                       | List      |
| 4179 Toutatis | 1989 | Christian Pollas                                       | List      |
| 4015 Wilson–Harrington | 1979 | Eleanor F. Helin                                       | List      |
| 3200 Phaethon | 1983 | Simon F. Green, John K.Davies / IRAS                   | List      |
| 2063 Bacchus | 1977 | Charles T. Kowal                                       | List      |
| 1866 Sisyphus | 1972 | Paul Wild                                              | List      |
| 1620 Geographos | 1951 | Albert George Wilson, Rudolph Minkowski                | List      |
| (29075) 1950 DA | 1950 | Carl A. Wirtanen                                       | List      |
| 1566 Icarus | 1949 | Walter Baade                                           | List      |
| 1685 Toro | 1948 | Carl A. Wirtanen                                       | List      |
| 2101 Adonis | 1936 | Eugène Joseph Delporte                                 | List      |
| 1862 Apollo | 1932 | Karl Reinmuth                                          | List      |
| (A) Discoverer: Một vật thể được phát hiện được xác định bởi MPC khi đối tượng được đánh số. Đối với các cơ quan có đếm, bảng cung cấp cho các "vật thể được quan sát đầu tiên".. LINEAR: Lincoln Near-Earth Asteroid Research CSS: Catalina Sky Survey Spacewatch, trên Kitt Peak, gần Tucson, Arizona (B) Phân loại: 2011 MD được phân loại như Armor, không tiểu hành tinh Apollo của MPC |      |                                                        |           |